# ASG Software Solutions
ASG Software Solutions (ASG) és una companyia de programari informàtic, de caràcter privat que desenvolupa i ven programari d'empresa a clients internacionals. L'empresa va ser fundada el 1986 per Arthur L. Allen La seu central de l'empresa es troba a Naples (Florida). L'empresa té oficines arreu del món.
Les solucions d'ASG en termes d'ordinadors centrals i en programari distribuït són utilitzats per empreses en serveis financers i de corretatge, d'assegurances, d'assistència sanitària, educació, govern, telecomunicacions, tecnologia, fabricació, i venda al detall. El clients han inclòs o inclouen marques com Coca-Cola, General Electric i Procter & Gamble, entre d'altres.
Els productes d'ASGs'utilitzen per a la informàtica al núvol, gestió de serveis de negoci, migració de dades heretades (legacy data), gestió del rendiment, desenvolupament d'aplicacions, i gestió del contingut. ASG també ofereix portals d'informació de negoci i sol·licituds d'identitat i direcció d'accés d'usuari, a més a més de serveis de consulta, aplicació, i formació.
El 2011, ASG adquiria PS'Soft SAS, un proveïdor de programari d'IT en Gestió de Recursos i Serveis.